# Sumbat II d'Artanudji-Calarzene
Sumbat II de Artanudji-Calarzene (en georgià: სუმბატ II ; mort l'any 988) fou un príncep georgià regnant sobre el principat d'Artanudji-Calarzene (nord-est de la Turquia actual) del 943 al 988. Membre de la dinastia dels Bagrationi, fou reconegut com un bon sobirà que va mantenir els seus dominis en l'ordre i la calma durant prop de mig segle.

## Biografia
Sumbat Davitisdze Bagration fou l'únic fils del príncep de Artanudji-Calarzene David I el Gran (regna del 889 al 943). Les informacions sobre la seva vida són escasses, i és difícil d'establir una biografia de Sumbat, però se sap que arriba al tron el gener o febrer del 943, a continuació de l'abdicació al seu favor del seu pare, que es va fer frare.
Les Cròniques georgianes es recorden d'aquest príncep sota el gloriós títol de eristav dels eristavs, o « príncep dels prínceps » ; aquest mateix títol se li confereix en la Vida de Grigol Khandzteli, obra hagiogràfica del segle x. Un manuscrit dels Évangelis trobat en el monestir de Parkhali (Turquia actual) el nomena més simplement com eristavi, o « duc ». El seu llarg regnat de 45 anys apareix com temps de calma i cap esdeveniment major es va produir en els seus dominis, que s'estenen sobre les regions georgianes de Nigali, Adjària i Klardjètia (amb centre polític a la ciutat de Artanudji). Les cròniques mencionen a Sumbat II com un « home just ».
Sumbat II de Artanudji-Calarzene va morir el 988. Va deixar llavors els seus dominis al seu fill gran David II d'Artanudji-Calarzene. La seva mort fou seguida per la del seu fill petit Bagrat, quaranta dies més tard.

## Família i descendència
D'acord amb l'obra de Constantí VII Porfirogènet, Sobre l'administració de l'imperi, Sumbat II es va casar amb la seva primera cosina, la filla de Bagrat I d'Artanudji-Calarzene (regnat del 889 al 900). La parella va tenir tres fils :
- David Bagration (mort l'any 993), príncep de Artanudji-Calarzene (988-993) ;
- Bagrat Bagration (mort l'any 988) ;
- Asoci (mort l'any 954).